# Mury (Nova Friburgo)
Mury é o 8ª distrito de Nova Friburgo, localizado na Zona Sul do município, no estado do Rio de Janeiro, no Brasil. Sua população é de 6.712 habitantes. A região também é conhecida por ser uma das mais tradicionais e nobre do município devido a influência da cultura europeia .

## Topônimo
O nome é uma homenagem a Mury, uma das tantas famílias suíças responsáveis pela colonização e pelo desenvolvimento da cidade. 

## Descrição
No passado, Mury também possuiu acesso ferroviário entre os anos de 1873 e 1967, onde era servido pela Linha do Cantagalo da Estrada de Ferro Leopoldina (oriunda da antiga Estrada de Ferro Cantagalo), possuindo duas estações de trens (Teodoro de Oliveira e Muri). Com a desativação da linha férrea em 1964 e a conseuqente supressão desta em 1967, ambas as estações foram posteriormente demolidas. 